# Narbuciszki
Narbuciszki (lit. Narbutiškės) − wieś na Litwie, w rejonie wileńskim, 4 km na południowy zachód od Bujwidzów, zamieszkana przez 4 ludzi. Przed II wojną światową w Polsce, w powiecie wileńsko-trockim województwa wileńskiego.